# Cystoderma clastotrichum
Cystoderma clastotrichum är en svampart som först beskrevs av G. Stev., och fick sitt nu gällande namn av E. Horak 1971. Cystoderma clastotrichum ingår i släktet Cystoderma och familjen Agaricaceae.   Inga underarter finns listade i Catalogue of Life.